# Шлиршид
Шлиршид (њем. Schlierschied) општина је у њемачкој савезној држави Рајна-Палатинат. Једно је од 134 општинска средишта округа Рајн-Хунсрик. Према процјени из 2010. у општини је живјело 192 становника. Посједује регионалну шифру (AGS) 7140135.

## Географски и демографски подаци
Шлиршид се налази у савезној држави Рајна-Палатинат у округу Рајн-Хунсрик. Општина се налази на надморској висини од 374 метра. Површина општине износи 8,6 km². У самом мјесту је, према процјени из 2010. године, живјело 192 становника. Просјечна густина становништва износи 22 становника/km².